# Torre del Llambrión
Torre del Llambrión – szczyt w paśmie Picos de Europa, części Gór Kantabryjskich. Leży w północno-zachodniej Hiszpanii, na granicy prowincji León i Asturia. Należy do masywu Uriello.
Pierwszego wejścia dokonali Casiano de Prado i Joaquín Boquerín w 1856 r.